# Harmonie (réacteur)
Harmonie était un réacteur nucléaire de recherche, de type réacteur à neutrons rapides refroidi à l'air, d'une puissance thermique autorisée de 1 000 watts, qui divergea pour la première fois en 1965 au centre de Cadarache, et fut définitivement arrêté en 1996.
La BelgoNucléaire, administrée par Guy Tavernier, était l'architecte industriel pour la conception et la construction des réacteurs Harmonie et Masurca de Cadarache.
Le combustible nucléaire d'Harmonie était constituée d'uranium métallique enrichi à 93% en uranium-235. Les principaux radioéléments ou produits chimiques manipulés étaient donc les sources de démarrage et l'uranium (pas de plutonium employé).
La fin des opérations de cessation définitive d'exploitation a été actée en décembre 1997 par la Direction de la sûreté des installations nucléaires (DSIN).  Le démantèlement nucléaire d'Harmonie s’est achevé le 5 octobre 2007.
Le réacteur est radié de la liste des installations nucléaires de base le 26 mai 2009.